# 小行星6532
小行星6532（英語：6532 Scarfe）是一颗围绕太阳公转的小行星。1995年1月4日，D. D. Balam在Climenhaga发现了此天体。
这颗小行星的绝对星等为231.9705205984437等。